# Ricardo Zonta
Ricardo Luiz Zonta (Curitiba, 23 maart 1976) is een Braziliaans autocoureur. Hij maakte zijn Formule 1-debuut in 1999 bij BAR en nam deel aan 37 Grands Prix. Hij scoorde 3 punten in de grands prix van Australië, Canada & Amerika (3 maal 6de)
Nadat hij vijf jaar in de karting gereden had, ging Zonta in de Formule Chevrolet in Brazilië rijden. Hij ging in 1994 in de Braziliaanse Formule 3 rijden. Een jaar later won hij zowel de titel in de Braziliaanse als in de Zuid-Amerikaanse Formule 3. Hij ging in 1996 naar Europa waar hij in de Formule 3000 ging rijden. In zijn eerste seizoen won hij twee races en werd hij vierde in het eindklassement. Hetzelfde jaar reed hij met Mercedes in de International Touring Cars. In 1997 werd hij kampioen in de Formule 3000 nadat hij drie races had gewonnen. Hij werd dat jaar ook testrijder bij Jordan. Een jaar later kon hij dan weer gaan testen bij McLaren. Hij won dat jaar ook het FIA GT Kampioenschap.
In 1999 ging hij voor BAR rijden. Hij blesseerde in de Grand Prix van Brazilië echter al zijn voet bij een crash en moest drie races toekijken. Hij had ook een stevig ongeluk in de Grand Prix van België. Hij scoorde geen punten. Hij bleef in 2000 wel bij het team en behaalde zijn eerste punt in de openingsrace. Daarna wist hij nog punten te behalen in de Grand Prix van Italië en in die van de Verenigde Staten. Hij werd echter vervangen door Olivier Panis na het seizoen.
Hij werd derde rijder voor Jordan en verving de geblesseerde Heinz-Harald Frentzen in één race. In 2002 focuste hij zich op de Telefonica World Series die hij won. Zonta werd hierna testrijder voor Toyota in 2003 en 2004. Toen Christiano da Matta ontslagen werd, reed Zonta in vijf Grands Prix. Hij mocht in 2005 nog aan één Grand Prix deelnemen, die van de Verenigde Staten waarin alle Michelin-teams zich terugtrokken wegens problemen met de banden.
Hij werd in 2007 testrijder voor Renault. Hij ging ook in de Copa NEXTEL Stock Car rijden voor het L&M Racing team, hij reed in een Peugeot 307. In 2008 rijdt Zonta weer in de Copa NEXTEL Stock Car waar hij niet alleen coureur is maar ook teambaas van L&M Panasonic racing. Daarnaast rijdt Zonta ook in de Grand Am series in Amerika in een Pontiac (krohn racing). Daarnaast nam Zonta deel aan de 24 uur van Le Mans waar hij samen met Franck Montagny en Christian Klien derde werd.